# Stansstad
Stansstad este un oraș în Elveția.